# Saint-Laurent-de-Brèvedent
Saint-Laurent-de-Brèvedent település Franciaországban, Seine-Maritime megyében. Lakosainak száma 1492 fő (2022. január 1.). Saint-Laurent-de-Brèvedent Épretot, Gainneville, Manéglise, Sainneville, Saint-Aubin-Routot és Saint-Martin-du-Manoir községekkel határos.

## Népesség
A település népessége az elmúlt években az alábbi módon változott:
| Lakosok száma | 1412 | 1427 | 1481 | 1467 | 1489 | 1491 | 1491 | 1488 | 1492 |
|               | 2013 | 2015 | 2016 | 2017 | 2018 | 2019 | 2020 | 2021 | 2022 |